# Nissan Pathfinder
O novo Pathfinder é um moderno utilitário esportivo de luxo fabricado pela marca japonesa Nissan, cujo projeto atualizado e já em sua 3ª geração aprimorada lançada recentemente, teve sua capacidade aumentada para 07 (sete) pessoas, incluindo o motorista.
O fabricante Nissan desenvolveu algumas opções de motorização para seus potenciais consumidores, dentre elas um surpreendente e econômico turbodiesel de 2.500 cilindradas, com 174 cavalos de potência e 41,1 kgfm de torque e um motor V6 24V a gasolina, com incríveis 266 cavalos de potência e 40 kgfm de torque.
Outro destaque é o elegante design com linhas marcantes e agradáveis.
E mais: Ar condicionado digital (quente/frio), 6 Airbag (frontal, lateral e de cortina), freios ABS e discos ventilados nas quatro rodas, controle de tração e estabilidade, câmbio automático com sequencial, bancos elétricos e com aquecimento, teto solar, acabamento em madeira, saída de ar para os passageiros traseiros, suspensão multilink, limpador dos faróis dianteiros, tração integral com opção para 4x2, 4x4H e 4x4L (reduzida), entre outros itens. *Isso apenas na versão topo de linha LE.
Algumas versões desse modelo são equipadas com transmissão continuamente variável (Câmbio CVT).

## Galeria
- Primeira geração (1985-1995)
- Segunda geração (1996-2004)
- Terceira geração (2005-2012)
- Quarta geração (2013-presente)